# Assane Dame Fall
Pour les articles homonymes, voir Fall.
Assane Dame Fall, né le 2 février 1984, est un kayakiste sénégalais.

## Biographie
Assane Dame Fall est médaillé d'or sur K1 1 000 mètres aux Championnats d'Afrique de course en ligne 2005 à Saint-Louis,.  
Il bénéficie de la bourse de la Solidarité olympique, lui permettant de s'entraîner aux États-Unis.
Il est médaillé d'argent du K1 1 000 mètres, du V1 1 000 mètres et du K1 4 000 mètres aux Championnats d'Afrique de course en ligne 2008 au Kenya et se qualifie pour les Jeux olympiques d'été de 2008 à Pékin où il est éliminé en demi-finales du K-1 500 mètres et en séries de qualification du K-1 1 000 mètres.